# Symplocos pyriflora
Symplocos pyriflora är en tvåhjärtbladig växtart som beskrevs av Ridley. Symplocos pyriflora ingår i släktet Symplocos och familjen Symplocaceae. Inga underarter finns listade i Catalogue of Life.